# Солтиство
Солтиство (пол. Sołectwo) — допоміжна адміністративна одиниця сільської ґміни Республіки Польща. Розміри, повноваження керівництва солтиства визначаються радою ґміни у статуті солтиства. Станом на 31 грудня 2021 року в Польщі є 40 825 солтиств. Еквівалентом солтиства в українському адміністративно-територіальному устрої є старостинський округ.
Здебільшого діє на території одного сільського населеного пункту. Дрібні сільські населені пункти можуть бути об'єднані в одне солтиство. Також вони можуть бути приєднані до більших сіл. Великі адміністративні одиниці можуть бути поділені на кілька солтиств.

## Характеристика
Вирішальним органом у солтистві є сільські збори, а виконавчим – солтис (пол. sołtys). Солтиство має свій виборний орган влади — раду солтиства (пол. rada sołecka). Солтис та Рада солтиства обираються постійними жителями даного села таємним прямим голосуванням на сільських зборах..
Збори села є прикладом реалізації ідеї прямої демократії, під час якого озвучуються найважливіші проблеми жителів села. Участь жителів у сільських зборах дуже різна. Середній показник становить близько 15%.
З 2010 року солтиства за згодою ради ґміни можуть розпоряджатися сільським фондом. У 2013 році більше половини ґмін, у яких солтиства  були допоміжними одиницями, мали сільський фонд.

## Структура
Солтиство може охоплювати один населений пункт (наприклад, село чи присілок або навіть хутір), частину населеного пункту чи кілька населених пунктів. В одному населеному пункті також може бути утворено декілька сільських рад.

## Міське солтиство
У містах найпоширенішим відповідником сільської ради є поселення (або дільниця). Однак це не правило, і є випадки, коли солтиства також створювалися в межах міста. У 2013 р. у 12 міських ґмінах було 49 солтиств (однак у містах, що знаходяться на території ґмін, солтиств не було). У згаданому році допоміжні одиниці у вигляді солтиств були створені в таких міських ґмінах: Краснистав (7 солтиств ), Ожеше (7), Ястшембє-Здруй (6), Міколув (5), Пєшице (4), с. Заверце (4), Сувалки (3), Каліш (3), Чарна Вода (2), Мястечко Шльонське (3), Возники (4), Сейни (1), Свіноуйсьце (1). До 2010 року у Варшаві в районі Бялоленка існувало три солтиства.
У 2013 році в шести міських ґмінах було прийнято рішення про відокремлення сільського фонду на 2014 рік. Це були Мястечко Шленське, Ожеше, Ястшембє-Здруй, Краснистав, Чарна Вода та Заверце..
У Зеленій Гурі на початку 2015 року було створено одну допоміжну одиницю під назвою дільниця Нове Място, поділену на допоміжні одиниці нижчого рівня – солтиства. Раніше ці підрозділи були частиною сільської ґміни Зелена Гура.